# Aethalura silbernageli
Aethalura silbernageli är en fjärilsart som beskrevs av Buckova 1945. Aethalura silbernageli ingår i släktet Aethalura och familjen mätare. Inga underarter finns listade i Catalogue of Life.